# 假奓包叶属
假奓包叶属（学名：Discocleidion）是大戟科下的一个属，为乔木或灌木植物。该属共有3种，分布于中国和琉球群岛。